# Kastl, Tirschenreuth
Kastl là một đô thị ở huyện Tirschenreuth bang Bayern, Đức.